# Abborrsjön, Södermanland
Abborrsjön är en sjö i Flens kommun i Södermanland och ingår i Nyköpingsåns huvudavrinningsområde.